# Gwinear-Gwithian
Koordinaten: 50° 13′ N, 5° 23′ W
| \| Gwinear-Gwithian \|    |
| Lage von Gwinear-Gwithian |
| Gwinear-Gwithian          |

| Gwinear-Gwithian |

Gwinear-Gwithian ist eine Gemeinde im ehemaligen District Penwith der Grafschaft Cornwall in England. Zu ihr gehören die Ortschaften Gwinear, Reawla, Rosewarne, Connor Downs und Gwithian.
Gwinear liegt auf einem Hügel mit einer beeindruckenden Aussicht auf das Angarrack Valley, welches sich nördlich des Ortes befindet. In der Gemeinde gibt es eine Reihe kleiner Geschäfte sowie einen Pub und ein Postamt. Gwithian war einst das Zentrum der Harde Penwith Hundred.

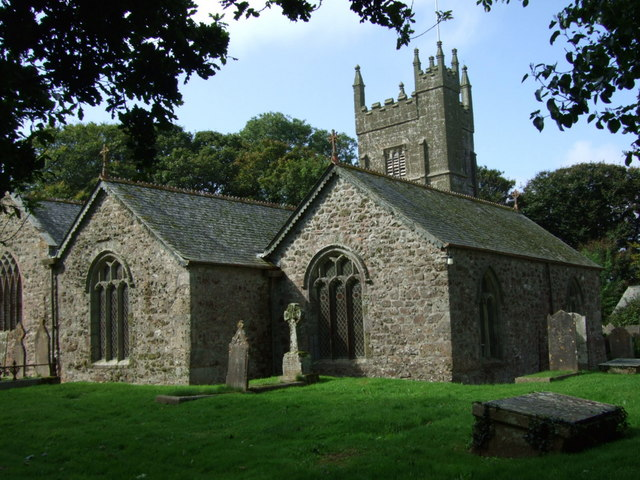
Pfarrkirche von Gwinear